# Усолье (Холмогорский район)
Усолье — деревня в Холмогорском районе Архангельской области.

## География
Находится в центральной части Архангельской области на расстоянии приблизительно 18 км на север-северо-запад от села Емецк. Входит в куст деревень Сия.

## История
В 1905 году была отмечена как деревня Холмогорского уезда Архангельской губернии). До 2022 года входила в Емецкое сельское поселение до его упразднения.

## Население
Численность населения: 34 человека (1905 год), 9 (русские 100 %) в 2002 году, 9 в 2010.